# Largue (Durance)

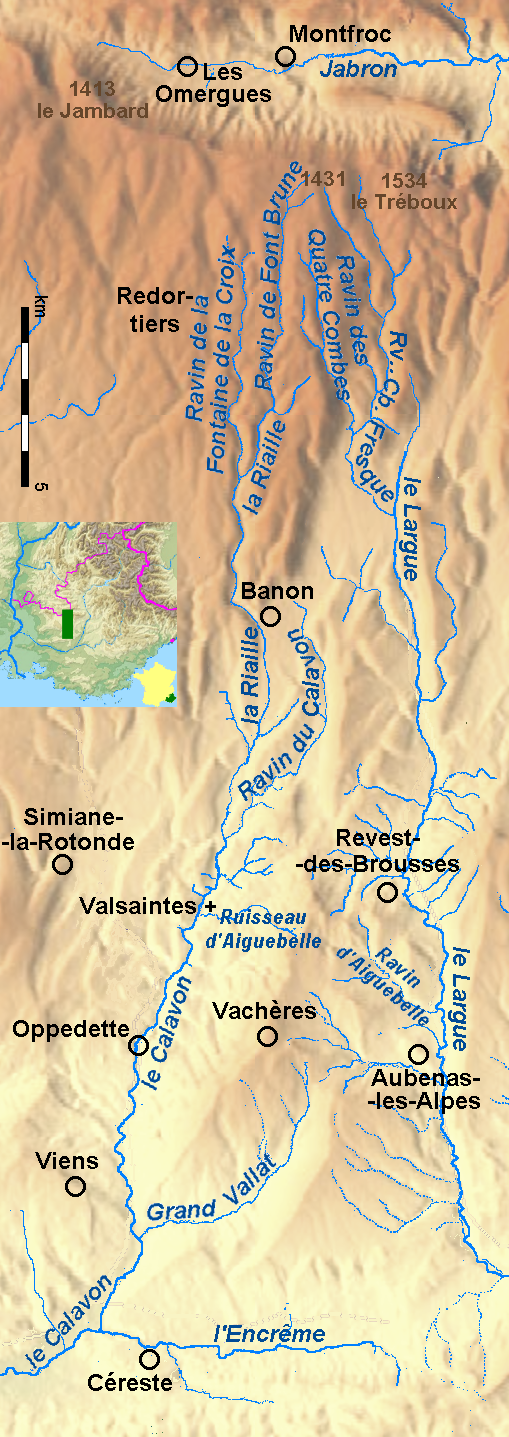
Oberläufe der Durance-Nebenflüsse Largue, Cavalon und Jabron

Der Largue ist ein Fluss in Frankreich, der im Département Alpes-de-Haute-Provence in der Region Provence-Alpes-Côte d’Azur verläuft. Er entspringt im Massiv Montagne de Lure, im Gemeindegebiet von La Rochegiron. Im Quellbereich wechselt der Name des Wasserlaufes mehrfach (Ravin Frache, Ravin des Quatre Combes, Ravin de la Raille), bis er schließlich den Namen Largue annimmt. Der Fluss entwässert generell Richtung Süd bis Südost durch den Regionalen Naturpark Luberon, macht im Unterlauf eine abrupte Wendung nach Osten und mündet dann, wieder in ursprünglicher Richtung verlaufend, nach insgesamt rund 56 Kilometern bei Volx als rechter Nebenfluss in die Durance. Knapp vor seiner Einmündung quert der Largue zwei Wasserkanäle der Électricité de France, die Wasser der Durance zum Wasserkraftwerk von Sainte-Tulle leiten.

## Orte am Fluss
- La Rochegiron
- Revest-des-Brousses
- Dauphin
- Saint-Maime
- Villeneuve
- Volx